# Familia (biología)
En biología, la familia es una unidad sistemática y una categoría taxonómica situada entre el orden y el género;. o entre la superfamilia y la subfamilia si estuvieran descritas. 
Al igual que ocurre con otros niveles (categorías) en la taxonomía de los seres vivos, y debido a la necesidad de destacar determinados rasgos comunes y las relaciones de parentesco, varias familias pueden agruparse en superfamilias, y los constituyentes de una familia pueden dividirse en subfamilias (y estos a su vez en infrafamilias).
La familia es la categoría taxonómica más importante después de las de género y especie. Los detalles exactos de la nomenclatura formal dependen de los "Códigos de Nomenclatura": manuales que establecen las reglas por las que se rige la nomenclatura biológica.
La delimitación de lo que constituye una familia (o si una familia descrita debe ser reconocida) la establecen y deciden los taxónomos en activo. No existen normas estrictas para delinear o reconocer una familia, pero en el ámbito de las plantas, estas clasificaciones a menudo se basan tanto en las características vegetativas como reproductivas de las especies vegetales. Los taxónomos suelen tener perspectivas diferentes sobre estas descripciones, lo que conduce a una falta de consenso generalizado dentro de la comunidad científica durante períodos prolongados. La publicación continua de nuevos datos y opiniones diversas desempeña un papel crucial para facilitar los ajustes y, en última instancia, alcanzar un consenso con el tiempo.

## Nomenclatura
El nombre de una familia está constituido por un radical y una desinencia. Para nombrar un taxón familiar, el radical que se usa se corresponde con el genitivo del nombre del género tipo de la familia, no el de mayor representatividad (en número de especies o en popularidad del nombre). Así, del género Homo, cuyo genitivo es hominis, cuyo radical es homin-, se deriva el nombre de la familia Hominidae; es incorrecto formar el nombre de la familia a partir del radical del nominativo (Hom-o → "Homidae").
Para la desinencia, que es la que identifica al taxón al rango de familia, varía según los diferentes grupos de organismos y el nivel taxonómico:
- ORDEN
  - Superfamilia
    - FAMILIA  
      - Subfamilia
        - Supertribu
          - Tribu
            - Subtribu
              - GÉNERO

### Superfamilias
- En botánica la desinencia latina de la superfamilia es -acea.
- En zoología la desinencia latina de la superfamilia es -oidea y en español -oideos (palabra siempre plural), como Hominoidea, hominoideos.[2]

### Familias
- En botánica la desinencia latina de la familia es -aceae, y en español -áceas (por ejemplo Asteraceae, asteráceas). Para algunas familias importantes existen nombres tradicionales más antiguos que no terminan así, pero que se siguen citando con mayor o menor frecuencia a la vez que los nombres más recientes asociados a un género tipo. Por ejemplo, Compositae (compuestas) es un sinónimo de lo que ahora se llama mejor Asteraceae; otros ejemplos notables son las Gramineae (=Poaceae), las Leguminosae (=Fabaceae), las Umbelliferae (=Apiaceae) o la Guttiferae (=Hypericaceae). [3][4]

- En zoología la desinencia latina de la familia es -idae, y en español -idos (palabra siempre esdrújula y plural, como Felidae, félidos).

### Subfamilias
- En botánica la desinencia latina de la subfamilia es -oideae (como Asteroideae, asteroideos).
- En zoología la desinencia latina de la subfamilia es -inae y en español -inos (palabra siempre llana y plural, como Homininae, homininos).

## Historia del concepto
Familia es una palabra de origen latino (plural: familiae) de donde se toma para uso en la nomenclatura científica de los organismos.
El concepto de familia como categoría taxonómica es una invención relativamente reciente. En botánica, el término familia fue acuñado por el botánico francés Pierre Magnol en su Prodromus historiae generalis plantarum, in quo familiae plantarum per tabulas disponuntur de 1689. Allí, él nombra como familias (familiae) a 76 grupos de plantas que reconoció en sus tablas. El concepto de categoría en aquel tiempo estaba todavía en sus comienzos, y así el prefacio del Prodromus habla de aunar sus familias en géneros más grandes, lo cual está lejos del uso actual del término.
Carlos Linneo utilizó la palabra "familia" en su Philosophia Botanica (1751) para referirse a grupos mayores de plantas: árboles, plantas, helechos, palmeras, etc. Él usó este término solo en la sección morfológica del libro, discutiendo los órganos vegetales. Subsecuentemente, en las publicaciones francesas sobre botánica, desde Michel Adanson (Familles naturelles des plantes, 1763) hasta el final del siglo XIX, la palabra francesa famille fue usada como un equivalente de la palabra latina ordo. Se debe advertir que ordo, en obras del siglo XIX como Prodromus de Candolle y la Genera Plantarum de Bentham & Hooker, fue usada para lo que ahora ocupa el rango de familia.
Para la zoología y criptozoología, familia es también una categoría intermedia entre el orden y el género; y así fue presentada por Pierre André Latreille en su Précis des caractères génériques des insectes, disposés dans un ordre naturel de 1796. Él usó las familias (parte de ellas innominadas) en algunos pero no todos sus órdenes de "insectos" (que luego incluyeron a todos los artrópodos).
Sin embargo, a partir del siglo XX, el término ha sido consistentemente usado en el sentido moderno. Su uso y desinencias características de los nombres de los taxones pertenecientes a esta categoría son definidos en los Códigos Internacionales de Nomenclatura Zoológica y Botánica.

## Usos
Las familias sirven como unidades valiosas para estudios evolutivos, paleontológicos y genéticos debido a su estabilidad relativamente mayor en comparación con niveles taxonómicos inferiores como géneros y especies. 
Las familias desempeñan un importante papel práctico en la enseñanza y la investigación biológicas. Proporcionan un marco eficiente para la enseñanza de la taxonomía, ya que agrupan organismos con similitudes generales sin dejar de ser lo suficientemente específicos como para ser útiles a efectos de identificación.  Por ejemplo, en botánica, aprender las características de las principales familias de plantas ayuda a los estudiantes a identificar especies relacionadas en diferentes regiones geográficas, ya que las familias suelen tener patrones de distribución mundial. En muchos grupos de organismos, las familias sirven como nivel primario para las claves de identificación taxonómica, lo que las hace especialmente valiosas para guías de campos y trabajos sistemáticos, ya que a menudo representan grupos fácilmente reconocibles de organismos relacionados con características compartidas.
En la investigación ecológica y de biodiversidad, las familias sirven frecuentemente como nivel de base para la identificación en trabajos de prospección y estudios ambientales. Esto es particularmente útil porque las familias a menudo comparten rasgos de historia vital u ocupan nicho ecológicos similares. Algunas familias muestran fuertes correlaciones entre su agrupación taxonómica y sus funciones ecológicas, aunque esta relación varía entre los diferentes grupos de organismos.
La estabilidad de los nombres de familia tiene importancia práctica para el trabajo biológico aplicado, aunque esta estabilidad se enfrenta a continuos desafíos derivados de nuevos descubrimientos científicos. Los modernos estudios de molecular y los análisis filogenéticos siguen refinando la comprensión de las relaciones familiares, lo que a veces conduce a la reclasificación. El impacto de estos cambios varía entre los distintos grupos de organismos: mientras que algunas familias siguen estando bien definidas y son fácilmente reconocibles, otras requieren una revisión a medida que surgen nuevas pruebas sobre las relaciones evolutivas. Este equilibrio entre el mantenimiento de la estabilidad nomenclatural y la incorporación de nuevos descubrimientos científicos sigue siendo un área activa de la práctica taxonómica.
Las familias pueden utilizarse para estudios evolutivos, paleontológicos y genéticos porque son más estables que los niveles taxonómicos inferiores, como los géneros y las especies.